# 大洗シーサイドステーション

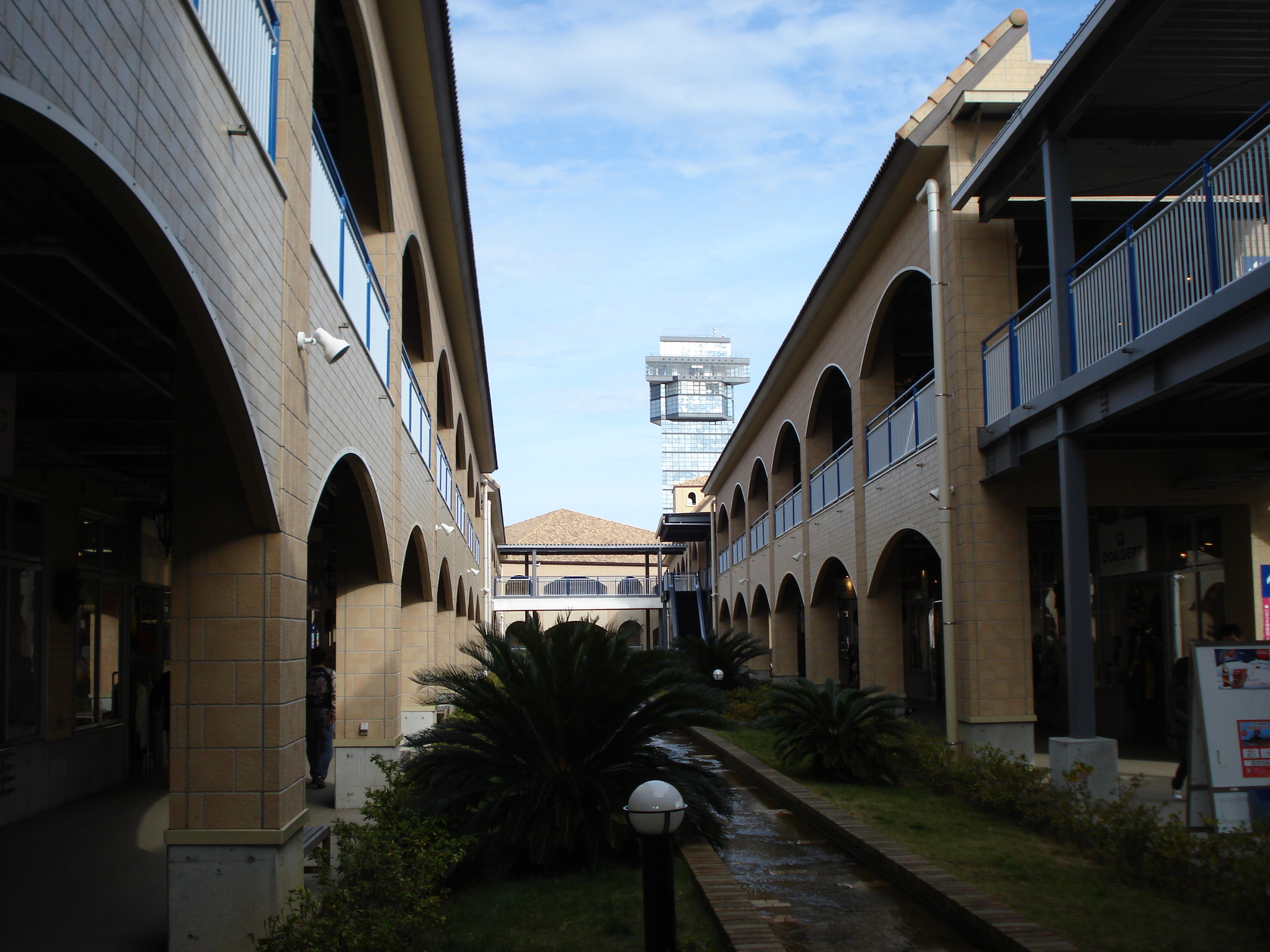
アウトレットモール時代のウォーターガーデン。背後は大洗マリンタワー。中央の植え込み部分は現在は通路となっており、奥の建屋は解体された。

大洗シーサイドステーション（おおあらいシーサイドステーション、OARAI Seaside Station）は、茨城県大洗町に所在するオープンモール形式のショッピングセンター。
2017年7月までは、大洗リゾートアウトレット（おおあらいリゾートアウトレット、RESORT OUTLET OARAI）という名称のアウトレットモールだった。

## 概要

### 町の誘致により開業
2006年3月18日、八ヶ岳リゾートアウトレットを運営していた株式会社八ヶ岳モールマネージメントが運営する「大洗リゾートアウトレット」として開業。茨城県内では初となるアウトレットモールであった。これは大洗町が誘致する形で大洗港近くの県有地に開業したものである。
しかし2009年7月には、茨城県稲敷郡阿見町に三菱地所グループがより大規模な「あみプレミアム・アウトレット」を開業し、周辺の大型商業施設との競争が激化して客足を奪われることとなる。

### 東日本大震災での被災
2011年3月11日に発生した東日本大震災により、店舗に津波等の被害が発生し休業を余儀なくされた。被害額は約40億円、復旧に16億円を費やした。
震災から約4ヵ月後の2011年7月16日に営業を再開し、営業再開と共に、当施設及び大洗町・鹿島臨海鉄道大洗鹿島線の震災被害を伝える写真展「復興記念ギャラリー」が開設された。当初は2011年9月までの開設予定であったが、後に貴重な資料や写真が増えたために区画を増やし、2017年まで公開が続けられた。

### 運営会社とテナントのトラブル
2017年3月7日、直売店「大洗まいわい市場」及び「大洗ガルパンギャラリー」を運営する株式会社Oaraiクリエイティブマネジメントが、八ヶ岳モールマネジメントが実際に警備員を配置していないにもかかわらず警備費を徴収していたことに抗議、八ヶ岳モールマネージメントがこれに応じなかったとして、モールからの撤退を発表した。これに対し、八ヶ岳モールマネージメント側は警備費の不正徴収を事実無根と否定し、双方の主張は真っ向から対立した。
また八ヶ岳モールマネージメント側は、『ガールズ&パンツァー』の経済効果は一時的なものに過ぎず、ファミリー層の集客に相応しくないなどとする声明を発表し、これが作品のファンにより炎上する事態となった。

### 施設売却と運営会社変更
八ヶ岳モールマネージメントは大洗町と協議した結果、2017年7月、本施設を株式会社不動研（本社：東京都）へ売却し、同施設の運営から撤退することを表明。同月、不動研は株式会社Oaraiクリエイティブマネジメントへ施設を転売、株式会社不動研の子会社である株式会社不動産開発研究所と共に新たな運営者となり、施設名称も「大洗シーサイドステーション」に変更となった。入居中のテナントは営業・入れ替えをしながら施設の改修を行い、2018年4月27日にオープンモール形式のショッピングセンターとしてグランドオープンした。また2019年には北寄り2棟を解体の後、スーパーマーケットのセイミヤ・ドラッグストアのカワチ薬品がオープンした。

## 主なテナント
- 株式会社Oaraiクリエイティブマネジメント
  - 大洗まいわい市場 - 大洗の土産物・特産物の直売所。大洗リゾートアウトレット時代に一時撤退していたが、リニューアルオープンにより再出店。
  - 大洗ガルパンギャラリー - アニメ『ガールズ&パンツァー』のグッズ販売や資料展示を行う。大洗まいわい市場と同様に一時撤退していたが再出店。
- ABCマートアウトレット
- Seria大洗シーサイドステーション店
- サザコーヒー大洗店
- セイミヤ大洗店
- カワチ薬品大洗店

## 交通アクセス
鉄道
- 鹿島臨海鉄道大洗鹿島線大洗駅下車 徒歩約12分（道なりで約1km）。

バス
- 大洗循環バス「海遊号」で大洗シーサイドステーション前下車。

自動車
- 国道51号から夏海IC入口交差点を大洗市街（フェリーターミナル方面）へ入り、県道2号沿い。

## 周辺施設
- 茨城港（大洗港）
  - フェリーターミナル
  - 大洗マリンタワー
- アクアワールド・大洗
- 大洗サンビーチ
- 大洗海浜公園
- 大洗わくわく科学館
- 大洗マリーナ
- 大洗磯前神社
- 大洗めんたいパーク

## 登場作品
- ガールズ&パンツァー - 第4話に登場。
- ガールズ&パンツァー 劇場版 - 冒頭のエキシビションマッチに登場。